# Villié-Morgon
Villié-Morgon là một xã thuộc tỉnh Rhône trong vùng Auvergne-Rhône-Alpes phía đông nước Pháp. Xã này nằm ở khu vực có độ cao trung bình 260 mét trên mực nước biển.